# Balde
Balde é uma vasilha com uma alça em cima. Têm formato côncavo, por razões de empilhamento, fundo plano e costuma ter uma alça em U invertido, e geralmente são feitos de plástico ou alumínio. Baldes são usados como recipiente de líquidos, especialmente água, para carregar tinta, areia ou produtos alimentícios. Baldes também são usados em fazendas para dar comidas a animais ou para coletar frutas.
Baldes têm sido usados desde tempos antigos principalmente para transportar água da fonte ou de poços para reservatórios permanentes como barris.
É também usado para a limpeza e transporte de produtos químicos por donas de casa ou faxineiras. Custam em média entre 2 a 5 reais e podem ser feitos de material reciclado. Baldes domésticos tem, em torno, capacidade de sete litros, podendo variar. Há baldes até de 20 litros disponíveis pela mesma faixa de preço.
Baldes de alumínio normalmente são usados para manter bebidas (como cerveja) sempre gelados em eventos comuns entre os brasileiros, sendo esses um pouco mais caros. Crianças normalmente usam baldes pequenos feitos de plástico com sulcos nas pontas a fim de imitar um castelo para esculturas na areia molhada na praia.